# 錶盤

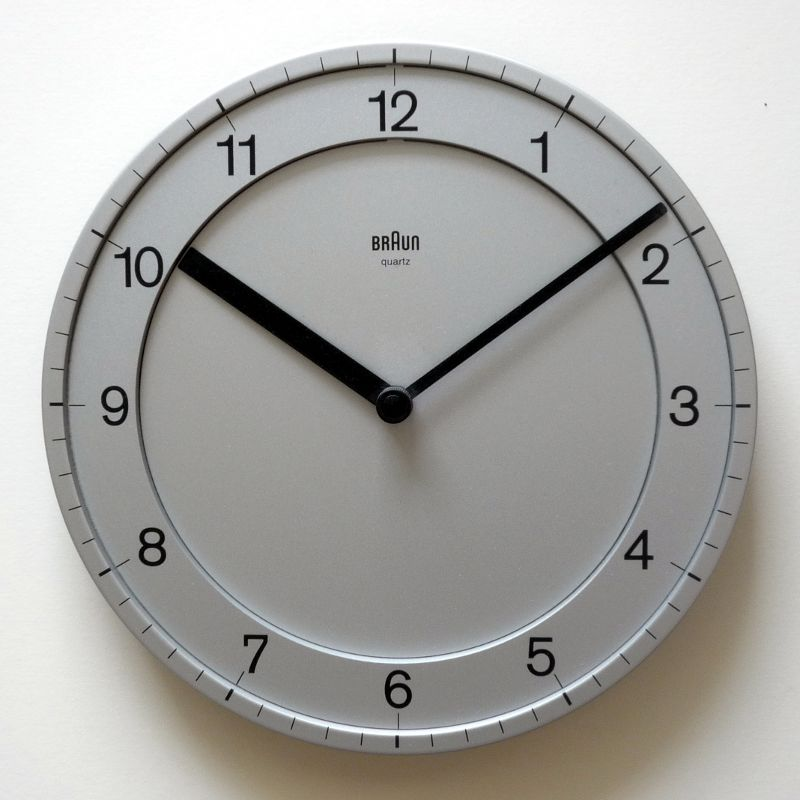
錶盤

錶盤是時鐘或手表的一部分，可以用來指示時間。表盘上有根據時間劃分的刻度以及在同心轴上转动的指针。其中短的是時針，長的是分針。時針轉一圈表示12小時，分針轉一圈表示1小時。14世紀末之後，固定在表盘上的旋转指针（時針）開始流行，1690年左右，分针開始逐步推廣。